# 马尔切洛·贝尔蒂内蒂 (1885年)
马尔切洛·贝尔蒂内蒂（義大利語：Marcello Bertinetti，1885年4月26日—1967年7月31日），意大利男子击剑运动员。他参加了1908年、1924年和1928年夏季奥运会击剑比赛，共获得2枚金牌、1枚银牌和1枚铜牌。

## 家庭
儿子佛朗哥·贝尔蒂内蒂，孙子马尔切洛·贝尔蒂内蒂。